# حمله ۱۳۹۶ هلمند
حمله سرطان ۱۳۹۶ هلمند، انفجار انتحاری یک خودرو بمب‌گذاری شده در لشکرگاه، مرکز ولایت هلمند واقع در جنوب افغانستان است که روز پنجشنبه یکم تیر (۲۲ ژوئن ۲۰۱۷) اتفاق افتاد و بیش از نود کشته و زخمی برجای گذاشته‌است. این حمله انتحاری در مقابل نمایندگی «کابل بانک نو» رخ داده‌است.

## هدف حمله
این حمله با یک ماشین مملو از مواد انفجاری در برابر شعبه «کابل بانک نو» در شهر لشکرگاه، مرکز ولایت هلمند افغانستان واقع شد که همزمان با مراجعه شمار زیادی از کارمندان دولت به این بانک بود. این شعبه از بانک ماه فوریه ۲۰۱۷ نیز هدف حمله قرار گرفته بود و طالبان در آنزمان مسئولیت آن حمله که حدود سی کشته و زخمی برجای گذاشته بود را برعهده گرفت.
دو بیمارستان مهم ایالت هلمند در منطقه لشکرگاه است و این منطقه در محاصره نیروهای طالبان قرار دارد.

## تلفات و خسارات
منابع امنیتی گفتند در این انفجار انتحاری حداقل ۳۴ تن کشته و ۶۰ تن دیگر نیز زخمی شده‌اند. مقامات محلی نیز گفتند در میان قربانیان تعداد زیادی شهروند عادی و نیز افراد نظامی دیده می‌شود.
عمر ژواک، سخنگوی والی هلمند گفت: انفجار در برابر نمایندگی «کابل بانک نو» و هنگامی روی داد که شمار زیادی از غیرنظامیان و افراد ارتش و پلیس در محل حضور داشتند.
سلام افغان، سخنگوی دیگر والی هلمند گفت که منابع پزشکی لشکرگاه از رسیدن تعداد زیادی از اجساد به بیمارستان‌ها خبر داده‌اند.
نجیب دانش، سخنگوی وزارت داخله افغانستان در صفحه فیسبوک خود نوشت: «این حمله انتحاری ساعت ۱۲ ظهر به وقت محلی در مقابل نمایندگی «کابل بانک نو» در شهر لشکرگاه ولایت جنوبی هلمند رخ داده‌است.»

## مسئولیت حمله
هنوز هیچ گروهی مسئولیت این حمله را بر عهده نگرفته‌است.